# 자얀트 나를리카르
자얀트 비슈누 나를리카르(Jayant Narlikar, FNA, FASc, FTWAS, 1938년 7월 19일 ~ 2025년 5월 20일)는 인도의 천체물리학자로, 비표준 우주론에 대한 연구를 수행했다. 그는 우주론에 관한 교과서, 통속과학 서적, SF (장르) 소설과 단편 소설을 집필한 작가이기도 했다.
나를리카르는 바나라스 힌두 대학교와 케임브리지 대학교에서 공부했으며, 그곳에서 프레드 호일과 함께 1963년에 철학박사 학위를 받았다. 케임브리지에서 박사후 연구를 마친 후 1972년 타타 기초 연구소의 교수로 임명되었다. 1988년에는 대학 간 천문학 및 천체물리학 센터 (IUCAA)의 초대 소장이 되었다.

## 어린 시절
나를리카르는 1938년 7월 19일 인도의 콜라푸르에서 학자 집안에서 태어났다. 그의 아버지 비슈누 바수데브 나를리카르는 바나라스 힌두 대학교, 바라나시의 교수이자 학과장이었던 수학자이자 이론 물리학자였다. 그의 어머니 수마티 나를리카르는 산스크리트어 학자였다. 그의 외삼촌은 통계학자인 V. S. 후주르바자르였다.
나를리카르는 바라나시의 센트럴 힌두 대학 (현 센트럴 힌두 남자 고등학교)에서 학교를 다녔다. 그 후 바나라스 힌두 대학교에서 공부하여 1957년에 이학사 학위를 받았다. 그는 케임브리지 대학교에서 계속 교육을 받았는데, 그곳에서 그는 피츠윌리엄 칼리지의 회원으로 있었다(그의 아버지가 그랬던 것처럼). 그는 1959년에 수학 트라이포스를 마쳤는데, 이로 인해 그는 수학 인문사회 학사 학위를 받았고 시니어 랭글러가 되었다.

## 경력
나를리카르는 케임브리지에서 프레드 호일의 지도 아래 이론 우주론 박사 과정 학생으로 연구 경력을 시작했다. 그는 1963년에 철학박사 학위를 받았다. 그 후 케임브리지의 킹스 칼리지 (케임브리지 대학교)에서 박사후 연구원으로 활동했으며 1964년에 천문학 및 천체물리학 석사 학위를 추가로 취득했다. 1966년에 호일은 케임브리지에 이론 천문학 연구소를 설립했다. 나를리카르는 킹스 칼리지의 연구원으로 남아 있으면서 이 연구소의 설립 멤버가 되었다.
대학 경영진과의 불화로 호일은 1972년에 사임했으며, 그의 연구소는 케임브리지 천문학 연구소와 합병하기로 결정되었다. 나를리카르는 그 해 케임브리지를 떠나 인도의 뭄바이에 있는 타타 기초 연구소 교수로 돌아와 이론 천체물리학 그룹을 이끌었다. 1981년 나를리카르는 세계 문화 위원회의 창립 회원이 되었다. 1988년 그는 푸네에 있는 대학 간 천문학 및 천체물리학 센터 (IUCAA)의 설립 소장으로 임명되었다. 1994년부터 1997년까지 그는 국제천문연맹 우주론 위원회 회장을 역임했다. 전국 교육 연구 및 훈련 위원회는 나를리카르를 과학 및 수학 교과서 개발 책임 위원회 의장으로 임명했다.

나를리카르는 점성술을 포함한 유사과학을 공개적으로 비판하며 대신 증거 기반 사고를 주장했다.

## 연구
나를리카르의 연구는 마흐의 원리, 양자 우주론, 그리고 원격작용 물리학을 포함했다. 대폭발 표준 모델에 만족하지 못한 나를리카르는 비표준 우주론으로 알려진 다른 모델을 연구했다.
그는 프레드 호일과 함께 호일-나를리카르 이론으로 알려진 등각 중력 모델을 제안했다. 이 모델은 마흐의 원리와 일치하는 중력의 대안 이론을 만들려고 시도했다. 이 모델은 입자의 관성 질량이 다른 모든 입자의 질량과 결합 상수 함수의 곱이라는 것을 제안하며, 이 결합 상수는 우주시의 함수이다. 이 이론은 주류 우주론에 받아들여지지 않았다.
나를리카르는 할턴 아프, 제프리 버비지, 호일, 찬드라 위크라마싱게 등 대폭발 우주론에 비판적인 다른 학자들과 협력했다. 1993년 호일, 버비지, 나를리카르는 준정상 우주론 모델을 제안했다. 그 모델은 1997년에 발견된 우주의 가속 팽창과 양립할 수 없었으므로 나를리카르는 2002년에 또 다른 모델을 제안했다. 이러한 비표준 우주론 모델은 광범위한 지지를 받지 못했다.
나를리카르는 위크라마싱게, 호일 및 다른 협력자들과 함께 성층권에서 41 km 높이까지 미생물 샘플을 채취한 고고도 풍선 비행에 참여했다.

## 개인 생활
나를리카르는 수학 연구원이자 교수인 망갈라 나를리카르 (혼전 성 라지와데)와 결혼했다. 슬하에 세 딸이 있다. 딸 기타는 캘리포니아 대학교 샌프란시스코에서 생물의학 연구원이며, 기리자와 릴라바티는 둘 다 컴퓨터 과학 분야에서 일한다. 그는 케임브리지 대학교의 사회 과학 학자인 암리타 나를리카르의 삼촌이다.
아내 망갈라는 2023년 7월 17일에 사망했다. 나를리카르는 2025년 5월 20일에 사망했다.

## 수상 경력
나를리카르는 국내외에서 많은 상과 명예 박사 학위를 받았다. 2004년에는 그의 연구 업적으로 인도에서 두 번째로 높은 시민 훈장인 파드마 비부샨을 받았다. 이에 앞서 1965년에는 파드마 부샨을 수여받았다. 그는 1981년 이찰카란지의 FIE 재단으로부터 '라슈트라 부샨'을 수여받았다. 그는 2010년 마하라슈트라 부샨 상을 수상했다. 그는 바트나가르상, M.P. 벌라상(M.P. Birla Award), 그리고 프랑스 천문학회의 쥘 얀센 상을 수상했다. 그는 런던 왕립천문학회의 준회원이자 인도의 세 국립 과학 아카데미와 제3세계 과학 아카데미의 펠로우이다. 과학 연구 외에도 나를리카르는 저서, 기사, 라디오 및 텔레비전 프로그램을 통해 과학을 대중에게 전달하는 것으로 잘 알려져 있다. 이러한 노력으로 그는 1996년 유네스코로부터 칼링가 상을 수상했다. 1980년대 후반 칼 세이건의 TV 프로그램 코스모스 (1980년 텔레비전 프로그램)에 출연했다. 1989년 중앙 힌디어 위원회로부터 아트마람 상을 수상했다. 그는 1990년 인도 국립 과학 아카데미의 인디라 간디 상을 수상했다. 그는 2009년 인포시스 상의 물리학 심사위원으로도 활동했다. 2014년에는 사히티야 아카데미상을 자서전 Chaar Nagarantale Maze Vishwa로 수상했다. 그는 2021년 1월 나시크에서 열린 제94회 Akhil Bharatiya Marathi Sahitya Sammelan 의장을 맡았다. 1960년에는 천문학으로 타이슨 메달을 수상했다. 케임브리지에서 박사 과정을 밟는 동안 1962년 스미스 상을 수상했다.

## 저서
과학 논문과 서적, 대중 과학 서적 외에도 나를리카르는 영어, 힌디어, 마라티어로 된 SF (장르), 소설, 단편 소설을 썼다. 그는 또한 NCERT (전국 교육 연구 및 훈련 위원회, 인도)의 과학 및 수학 교과서 자문위원이기도 했다.